# テレビ・サントメ
テレビ・サントメ（ポルトガル語：Televisão São-tomense、略称：TVS）は
サントメ・プリンシペの公共放送テレビ局。

## 概要
TVSは首都サントメから南南西1kmの郊外フルータに位置する。長年、国唯一のテレビ放送局であった。
放送はポルトガル語にて行われている。アフリカ放送連合に加盟している。
サントメ・プリンシペ選手権とサントメ・プリンシペカップの取材を年末に放送し、年初にはサントメ・プリンシペスーパーカップの試合を毎年放送している。